# Tetragastris hostmannii
Tetragastris hostmannii là một loài thực vật có hoa trong họ Burseraceae. Loài này được (Engl.) Kuntze miêu tả khoa học đầu tiên năm 1891.